# イアサント・コラン・ド・ヴェルモン
イアサント・コラン・ド・ヴェルモン（Hyacinthe Collin de Vermont、1693年1月19日 - 1761年2月16日）はフランスの画家である。

## 略歴
ヴェルサイユで、宮廷音楽家、ニコラ・コランの息子に生まれた。兄のフランソワ・コラン(François Collin de Blamont:1690-1790)は作曲家、宮廷音楽家となり、1750年に貴族に叙せられた。イアサント・コランは王立絵画彫刻アカデミーでジャン・ジュヴネやイアサント・リゴーに学んだ。
ローマで修業し、帰国後、1725年に王立絵画彫刻アカデミーの会員に選ばれ、1740年にアカデミーの教授に任じられ、亡くなるまでその職を務めた。
教会などの装飾画を描いた。
弟子にはジャン＝バティスト・デエがいる。

## 作品

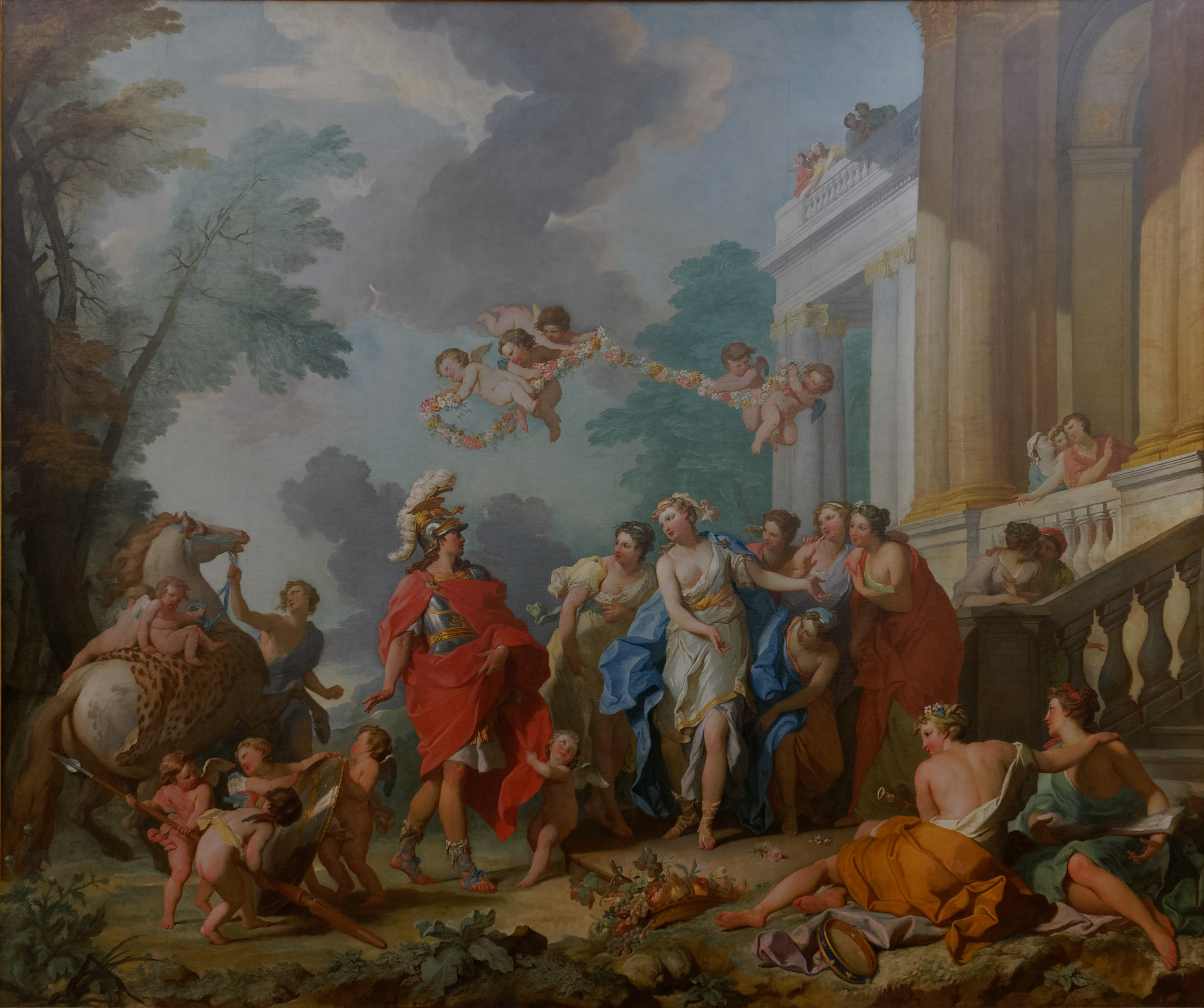
アルチーナの島を訪れたルッジェーロ
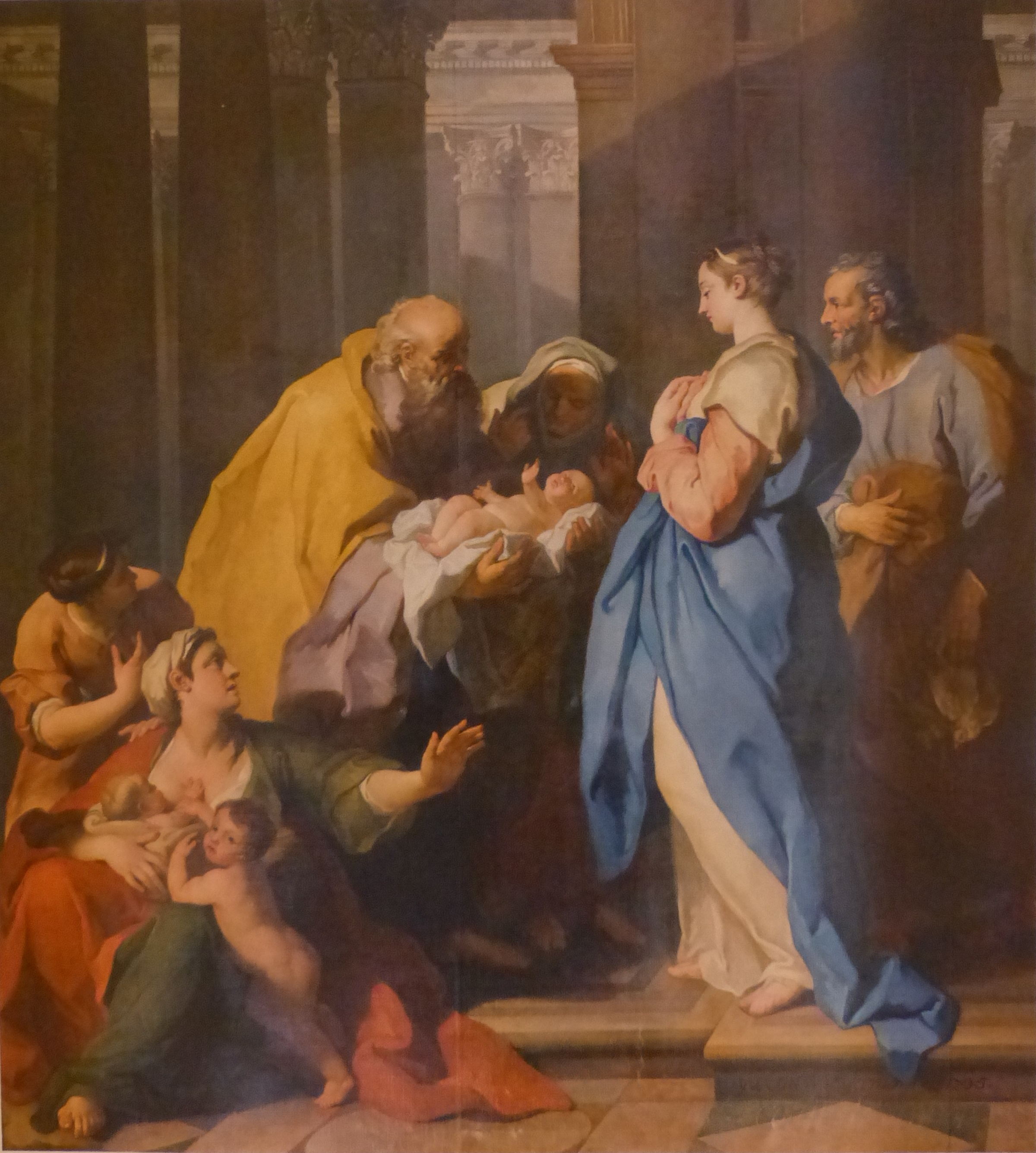
キリストの神殿奉献